# Cochamó
Cochamó és una ciutat de Xile, es troba al sud de la província de Llanquihue, a la regió de Los Lagos. El 2012 tenia 3.908 habitants.

## Toponímia
Cochamó prové del mapudungun kocha i mo, que vol dir: "on s'uneixen les aigües", perquè és el lloc on l'estuari de Reloncaví s'uneix al mar.

## Història
Aquesta vila fou fundada el 1979, la seva capital comunal és Río Puelo. Tot i que el poblament a la zona es remunta a èpoques prehispàniques, només a mitjans del segle xix l'extracció de l'alerc motivà el poblament de la comuna a través de l'estuari de Reloncaví en petits assentaments a la falda dels turons. A finals d'aquell segle sorgí el poblat de Cochamó.